# Необхідна жорстокість (фільм)
«Необхідна жорстокість» (англ. Necessary Roughness) — комедійний художній фільм 1991 року.

## Сюжет
Кар'єра команди «Техаські броненосці» ледве не закінчилась після скандалу, пов'язаного з корупцією. Тепер тренер Ед Дженнеро повинен набрати новий склад. Новій команді тепер потрібно стати тим, ким вони ніколи не були — справжньою футбольною командою. Але набираючи поспіхом склад, Дженнеро набрав усіляких невдах…

## У ролях
- Скотт Бакула — Пол Блейк
- Гектор Елізондо — тренер Ед Геннеро
- Роберт Лоджа — тренер Воллі Райг
- Гарлі Джейн Козак — доктор Сюзанна Картер
- Ларрі Міллер — Дін Філліп Еліас
- Сінбад — Андре Крімм
- Фред Томпсон — Карвер Парселл
- Роб Шнайдер — Чак Найдерман
- Джейсон Бейтман — Джарвіс Едісон
- Кеті Айрленд — Люсі Дрейпер
- Луіс Менділор — Маккензі

## Цікаві факти
- Слоган фільму — «Банда холостяків, невдах і балванів хоче стати тим, чим вони ніколи не були — командою»
- В перший тиждень прокату в США фільм набрав 6,513,130 $
- Загальні касові збори фільму в США — 26,255,594 $